# Skye Sweetnam
Skye Alexandra Sweetnam (Bolton, 5 maggio 1988) è una cantante canadese.
Ha debuttato giovanissima, nel 2003, col primo singolo Billy S., seguito dall'album d'esordio Noise from the Basement. Tre anni dopo il primo, nel 2007, ne è stato pubblicato un secondo, intitolato Sound Soldier. Tutte le sue pubblicazioni sono pubblicate e diffuse dalla Capitol e EMI.

## Biografia
Nata a Bolton il 5 maggio 1988, un sobborgo della periferia di Toronto, nello stato canadese dell'Ontario, il suo nome è stato ispirato dall'isola di Skye in Scozia, dalla quale provengono i suoi antenati. Si è fatta notare fin da piccola, prendendo lezioni di danza e canto, imparando a suonare la chitarra e il pianoforte e partecipando a recite scolastiche: a 9 anni ha cominciato a scrivere le sue prime canzoni ed a 12 ha inciso i primi demo.
La svolta avviene quando una di queste è finita nelle mani di James Robertson, con il quale l'artista ha iniziato a sperimentare e creare nuovi tipi di musica. L'unico obiettivo dei due era di suonare ed essere spontanei, così da questa collaborazione nasce una musica che prende spunto dai più svariati generi come rock collegiale, pop, una spruzzata di punk, elettronica e colonne sonore di film horror. Questa miscela ha fruttato a Skye un contratto con la Capitol Records, permettendole così nel 2003 di pubblicare il suo singolo d'esordio Billy S.. Il 2004 ha visto la pubblicazione del suo primo album di inediti, Noise from the basement, uscito precisamente il 21 settembre (il 29 ottobre in Italia), anticipato dal singolo Tangled Up in Me.
Dopo aver presentato alcuni brani inediti, tra cui Boyhunter, Maekout Song, Ghosts e Music Is My Boyfriend, ha registrato il suo secondo album, Sound Soldier, pubblicato il 30 ottobre 2007. Il primo singolo estratto dall'album è stato Human, seguito da (Let's Get Movin') Into Action, duetto con Tim Armstrong.
Ha inoltre fatto alcune apparizioni in telefilm come Radio Free Rescoe, Switched! e Il diario di Barbie.

## Discografia

### Album
- 2004 - Noise from the Basement
- 2007 - Sound Soldier

### Singoli
- 2003 - Billy S.
- 2004 - Tangled Up in Me
- 2005 - Number One
- 2006 - This Is Me
- 2007 - Human
- 2008 - (Let's Get Movin') Into Action (feat. Tim Armstrong)